# Ōita-gun

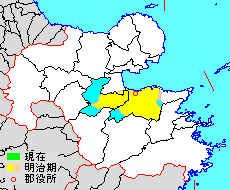
Ōita-gun in der Meiji-Zeit (gelb) mit späteren Gebietsgewinnen (cyan) in Ōita-ken (weiß) mit heutigen Gemeindegrenzen (schwarz)

Ōita (japanisch 大分郡 Ōita no kōri, moderne Lesung Ōita-gun) war ein Kreis (kōri/-gun) der antiken Ritsuryō-Provinz (kuni) Bungo, in der Moderne der als ursprünglicher Verwaltungssitz namensgebende Kreis der Präfektur (-ken) Ōita. Seine ursprüngliche moderne Ausdehnung ab 1878 umfasste vor allem die heutige kreisfreie Stadt (-shi) Ōita, die ab 1911 aus Ōita herausgelöst wurde, sowie Teile von Yufu und Beppu. Er erlosch 2005 nach der Eingemeindung der vier letzten Gemeinden in kreisfreie Städte.